# Henry Hyndman
Henry Mayers Hyndman (Londra, 1842 – 1921) è stato un politico britannico.
Giornalista dal 1879 al 1880, fondò la Federazione Democratica, organismo d'ispirazione socialista, dopo aver letto il Capitale di Karl Marx.
Il sodalizio con Marx durò fino al 1884, quando Hyndman se ne distaccò fondando la Federazione socialdemocratica. Fiero interventista, fu consigliere del governo.
Tra le sue opere si ricordano Inghilterra per tutti (1881) e L'evoluzione della rivoluzione (1920).